# Detective Chinatown 2
Detective Chinatown 2 (en chino: 唐人街探案 2) es una película china de comedia-misterio de estilo buddy film dirigida y escrita por Chen Sicheng, protagonizada por Wang Baoqiang y Liu Haoran. Una secuela de la película de 2015 Detective Chinatown, fue estrenada en China el 16 de febrero de 2018.Ha recaudado más de US$544 millones en todo el mundo, lo que la vuelve la tercera película más taquillera de todos los tiempos en China.

## Sinopsis
Cuando el caso del hijo desaparecido de un mafioso de Chinatown se convierte en una investigación de asesinato, el dúo de detectives formado por Tang y Qin intentará dar caza al asesino, esta vez con ayuda internacional.

## Reparto
- Wang Baoqiang como Ren Tang. (en chino: 唐仁)
- Liu Haoran como Qin Feng. (en chino: 秦风)
- Xiao Yang como Song Yi. (en chino: 宋义)
- Natasha Liu Bordizzo como Oficial Chen Ying (en chino: 陈英)
- Shang Yuxian como KIKO.
- Wang Xun como Lu Guofu. (en chino: 陆国富)
- Yang Jinci de Malian. (en chino: 马脸)
- Yuen Wah como Mou Jau-kin. (en chino: 莫友乾)
- Satoshi Tsumabuki como Hiroshi Noda.
- Michael Pitt como el Dr. James Springfield.
- Kenneth Tsang como Qishu.